# Medmar Giulia
Il Medmar Giulia è un traghetto appartenente alla compagnia di navigazione italiana Medmar.

## Servizio
Varato il 18 maggio 1971 nel cantiere navale Jos L. Meyer Werft di Papenburg con il nome di Svea Scarlett e consegnato  il 6 luglio successivo alla Rederi AB Svea, prende servizio il 10 luglio nei collegamenti tra Landskrona e Tuborg.
Il 30 settembre 1980 termina il servizio per Rederi AB Svea ed il 1º ottobre viene venduto alla DSØ.
Dal 21 novembre 1989 al 13 settembre 1981 viene impiegato sulla nuova rotta tra Malmö e Tuborg, ma tuttavia non riscuote particolare successo e la rotta viene soppressa.
Nel mese di ottobre viene impiegato sulla Helsingborg-Helsingör, non riscuotendo comunque successo e venendo quindi messo in vendita.
Il 26 gennaio 1982 viene venduto alla Rederi AB Eckerö e, ribattezzato Eckerö, viene sottoposto ad intensi lavori di ristrutturazione nei cantieri navali Schichau-Unterweser AG di Bremerhaven. Dal 23 maggio prende servizio nei collegamenti tra Eckerö e Grisslehamn.
Nel 1987 viene rimotorizzato nei cantieri navali di Berghamn.
Nell'ottobre del 1989 viene noleggiato alla Festonia O/Y ed impiegato sulla Helsinki-Tallinn.
Dal 29 aprile al 4 giugno 1990 viene noleggiato alla GT-Linien A/S  ed impiegato sulla Gedser-Travemünde.
A marzo 1991 viene venduto alla P&O Scottish Ferries, dalla quale viene ribattezzato Eck.
Il 20 marzo 1992 viene ribattezzato St Ola ed inserito nei collegamenti tra Stromness e Scrabster.
A settembre del 2002 viene venduto alla Saaremaa Laevakompanii , prendendo servizio nei collegamenti tra Virtsu e Kuivastu nel dicembre successivo.
Dal 12 gennaio al 26 febbraio 2003 viene noleggiato al Governo delle Fær Øer.
Da settembre ad ottobre 2004 viene noleggiato alla Landfútrikar Samskip ed impiegato sulla Vestmanna-Thorlaskshöfn.
Tornato in flotta Saaremaa Laevakompanii, dall'autunno del 2005 opera sia sulla Virtsu-Kuivastu che sulla Rohuküla-Heltermaa.
Dal 2 ottobre a novembre 2007 e dal 25 ottobre al 7 novembre 2008 viene noleggiato di nuovo al governo delle Fær Øer ed impiegato sulla Tórshavn-Tvøroyri.

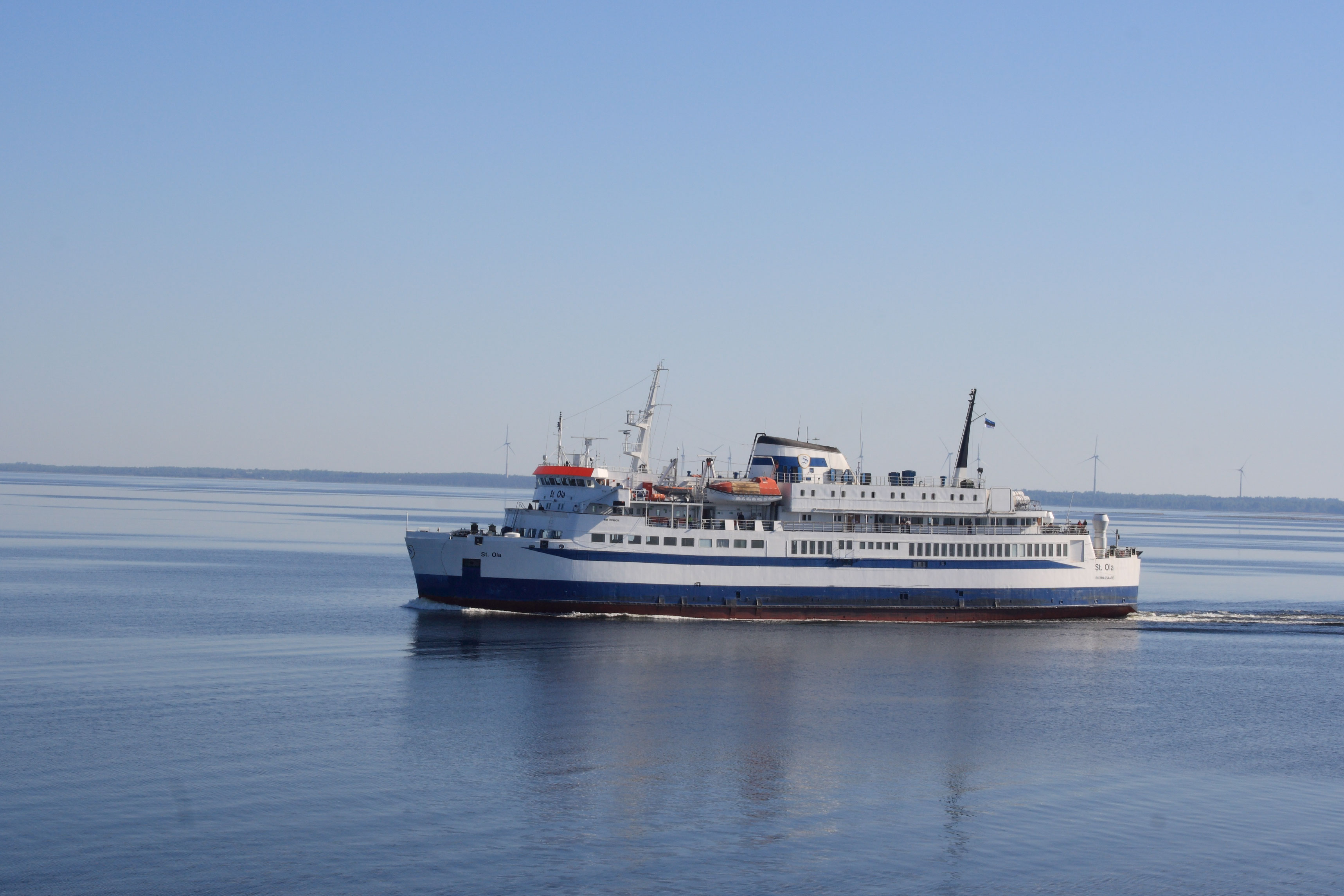
Il St. Ola in navigazione nel 2010.

Nel 2010 viene disarmato e messo in riserva.
Il 16 maggio 2015 torna in servizio tra Rohuküla e Heltermaa.
Dal 1º ottobre al 30 novembre 2016 viene noleggiato alla Laevad OÛ, continuando ad operare sulla stessa rotta. 
Il 18 maggio 2017 viene venduto all'italiana Medmar e, ribattezzato Medmar Giulia, salpa per Napoli il 27 maggio. Giunto in Italia il 7 giugno successivo, viene sottoposto a lavori di ammodernamento e dal 19 luglio 2018 prende servizio nei collegamenti estivi tra Pozzuoli  e Casamicciola Terme, alternando il servizio estivo a periodi di disarmo invernale a Napoli.

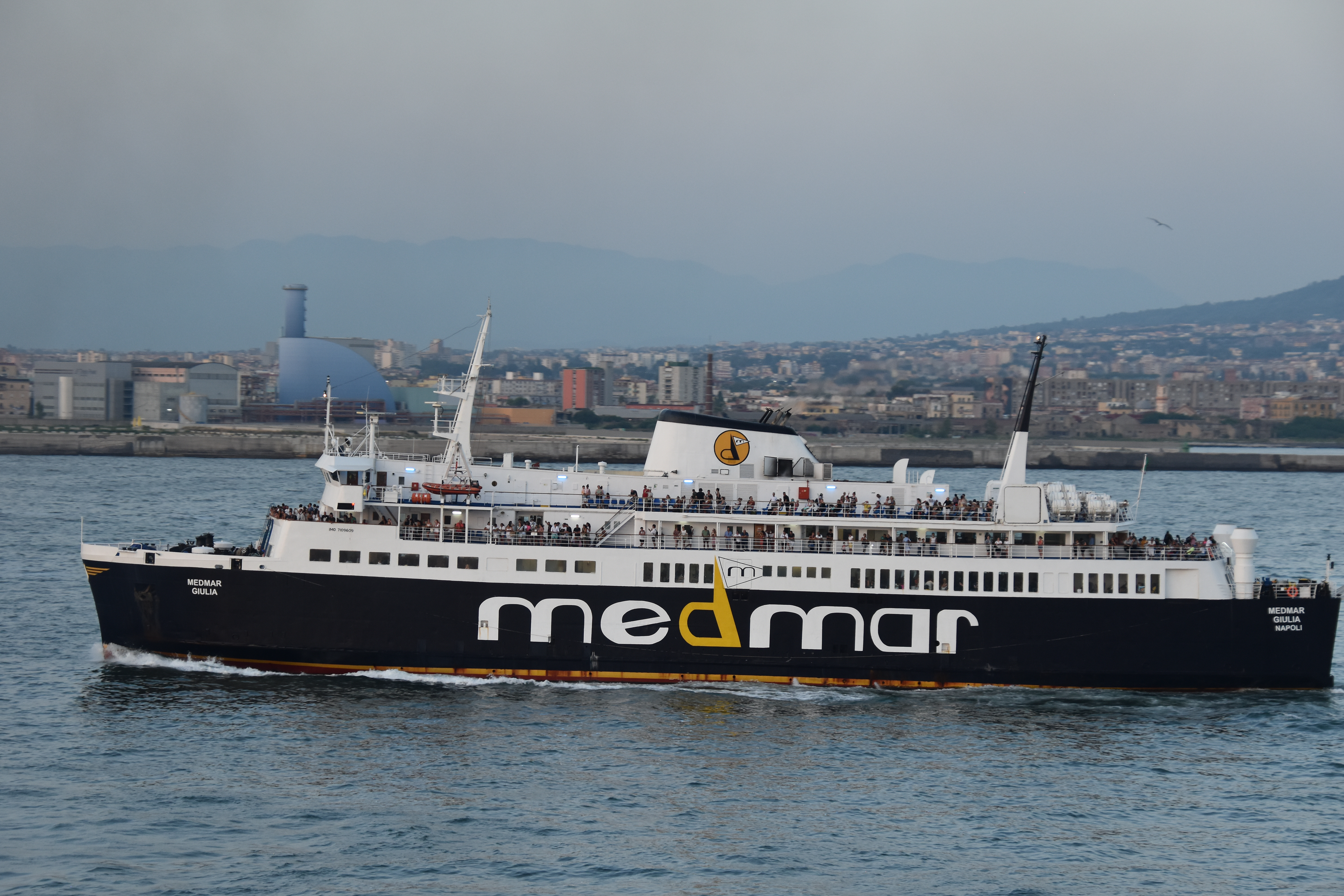
Il Medmar Giulia in arrivo a Napoli nel 2022.

Il 22 luglio 2024, entra in collisione con il Don Peppino nel porto di Pozzuoli a causa delle condizioni meteo avverse, danneggiando quest'ultimo.